# Марумори
Марумори (яп. 丸森町 Марумори-мати) — посёлок в Японии, находящийся в уезде Игу префектуры Мияги. Площадь посёлка составляет 273,34 км², население — 14 901 человек (31 июля 2014), плотность населения — 54,51 чел./км².

## Географическое положение
Посёлок расположен на острове Хонсю в префектуре Мияги региона Тохоку. С ним граничат города Сироиси, Какуда, Сома, Дате и посёлки Ямамото, Синти.

## Население
Население посёлка составляет 14 901 человек (31 июля 2014), а плотность — 54,51 чел./км². Изменение численности населения с 1980 по 2005 годы:
| 1980 | 20 849 чел. |  |
| 1985 | 20 598 чел. |  |
| 1990 | 19 755 чел. |  |
| 1995 | 18 941 чел. |  |
| 2000 | 17 868 чел. |  |
| 2005 | 16 792 чел. |  |

## Символика
Деревом посёлка считается криптомерия, цветком — Lilium auratum, птицей — Cettia diphone.